# Baha GmbH
Die Baha GmbH (Eigenschreibweise baha GmbH oder baha – the information company) ist ein Hersteller von Web- und Software-Applikationen und Lieferant von Finanzdaten mit Sitz im ersten Wiener Gemeindebezirk Innere Stadt. Das Unternehmen zählt einen Großteil der österreichischen Banken-Gruppen zu seinen Kunden. Viele Finanzportale werden mit Software und Daten aus diesem Software-Haus versorgt. Dazu zählen unter anderem die Raiffeisen-Banken, Hello Bank (Österreich), oder die Volksbanken.

## Geschichte

Cover der Teletrader-Software 1993

Bereits von 1993 bis 1995, vor der Unternehmensgründung, wurde eine Software entwickelt, die auf Homecomputern lief und aktuelle Börsendaten aus dem Teletext las. Im Mai 1995 gründete Christian Josef Baha mit einem Partner die „TeleTrader Entwicklungs- und Vertriebsges. m.b.H.“. Christian Josef Baha übernahm 1999 das Unternehmen. TeleTrader spezialisierte sich auf die Archivierung und Visualisierung von Realtime-Produkten und konnte die ersten Projekte für Reuters umsetzen. Im März 2001 erfolgte ein Börsengang an der Wiener Börse. Die TeleTrader-Aktie notierte bis zum 27. Juni 2012 an der Wiener Börse und der Börse Berlin, wobei die Umsätze minimal waren und zweimal (im Oktober 2010 und im April 2012) unerklärliche Kurssprünge beobachtet wurden.
Am 5. Juli 2012 erfolgte die Umwandlung der TeleTrader Software AG in die TeleTrader Software GmbH. Im Dezember 2013 übernahm der Haupteigentümer Christian Baha wieder die Geschäftsführung. Im April 2021 hat er den Namen der Firma auf „baha – the information company“ geändert.

## Geschäftsmodell
Die Hauptaufgabe des Unternehmens liegt in der Visualisierung von Finanz- und Wirtschaftsdaten. Mit Hilfe zahlreicher grafischer Elemente werden Tages-, Intraday- und Realtime-Daten durch diverse Produkte dargestellt. TeleTrader ist ein international tätiges Unternehmen, Marktführer in Österreich und Ungarn (Stand: 2007). Insbesondere die SEE- und CEE-Regionen zählen zu den Kernmärkten des Unternehmens.
TeleTrader teilt die Geschäftsbereiche in folgende Segmente:
- TeleTrader Professional Workstation. Die Software ist eine Software-Applikation und läuft auf Windows, sie wird durch einen Markt-Daten-Server (MDS) mit Börsen- und Nachrichten-Daten beliefert. Der Anwender muss daher über einen Internetanschluss verfügen. Der Vertrieb der Software wird sowohl von institutionellen als auch von privaten Tageshändlern und Wertpapier-Händlern zur Analyse verwendet. Vertrieben wird diese Software vorwiegend über die e-Commerce-Schiene, durch branchennahe Vertriebspartner und durch White Label. Eine markenrechtlich geschützte Version der Software wird z. B. von FXsolutions in den USA verwendet und unter dem Namen „FXAccucharts“[7] vertrieben. Im Regelfall wird die Software über eine monatliche Lizenzgebühr erworben.
- Web- & Mobile Anwendungen
- Inhalte
- Finanzabwicklungen

## Tochtergesellschaften
In Ungarn ist TeleTrader mit dem Tochterunternehmen Portfolio-TeleTrader Kft. Marktführer in den Bereichen Bereitstellung von Börseninformationen für browserbasierte Applikationen.